# Ejëll Deda
Ejëll Deda (ur. 22 lutego 1917 w Szkodrze, zm. 12 maja 1948 w Szkodrze) – albański duchowny katolicki, więzień sumienia, błogosławiony Kościoła katolickiego.

## Życiorys
Syn Gjona Dedy. Uczył się w szkole prowadzonej przez zakon Franciszkanów w Szkodrze, a następnie w Seminarium Papieskim w tym mieście. Po jego ukończeniu wyjechał do Rzymu, gdzie kontynuował studia. 24 lutego 1943 został wyświęcony na księdza w kościele jezuitów w Szkodrze, tam też odprawił mszę prymicyjną. Pracował jako proboszcz w parafii Bushati. Aresztowany 12 listopada 1947 przez funkcjonariuszy Departamentu Obrony Ludu pod zarzutem współpracy z antykomunistyczną organizacją Bashkimi Shqiptar (Związek Albański). Sąd wojskowy w Szkodrze pod przew. Pertefa Alizotiego uznał Dedę za winnego popełnienia przestępstw przeciwko ludowi i państwu komunistycznemu. Skazany na 10 lat więzienia i prace przymusowe. Proces Dedy odbywał się przy drzwiach zamkniętych. Zmarł w szpitalu więziennym, w wyniku obrażeń spowodowanych torturami.
Deda znalazł się w gronie 38 Albańczyków, którzy 5 listopada 2016 w Szkodrze zostali ogłoszeni błogosławionymi. Beatyfikacja duchownych, którzy zginęli "in odium fidei" została zaaprobowana przez papieża Franciszka 26 kwietnia 2016. Imię Dedy nosi jedna z ulic w tirańskiej dzielnicy Paskuqan.